# Торвальд Эрикссон
Торвальд Эйрикссон (др.-сканд. Þōrvaldr Eirikssonr; исл. Þorvaldur Eiríksson) (? — ок. 1005, Винланд) — скандинавский мореплаватель, сын Эйрика Рыжего и брат Лейфа Эрикссона.
Единственным источниками средневекового периода, где упоминался Торвальд Эйрикссон, были Винландские саги: Сага о гренландцах и Сага об Эйрике Рыжем. Несмотря на некоторое различие в двух сагах, Торвальд Эйрикссон участвовал в экспедиции в Винланд и стал первым европейцем, погибшим в Северной Америке.

## Биография
Точное место и дата его рождения неизвестны, но возможно, что он родился в Исландии. Потому что, предположительно, это Лейф был старше, он мог родиться примерно в 975 году. Его отцом был знаменитый норвежский путешественник и первооткрыватель Эйрик Рыжий. Его матерью была христианка Тьодхильд, дочь Йорунда, сына Ульва. Кроме Лейфа, у Торвальда были брат Торстейн Эйрикссон и сестра Фрейдис Эриксдоттир.
Согласно Саге о гренландцах, Торвальд Эйрикссон, узнав об путешествии своего старшего брата Лейфа и открытии им Винланда, решил совершить второе плавание в Северную Америку, чтобы получше изучить открытые земли. При поддержке Лейфа Торвальд собрал команду из тридцати человек и отплыл на корабле к берегам Северной Америки. Торвальд прибыл в Винланд и провел зиму на месте временной стоянки его брата Лейфа. Весной и летом следующего года по поручению Торвальда, несколько человек из его команды исследовали близлежащую территорию. Осенью разведчики Торвальда вернулись в лагерь, не найдя следов пребывания человека. На следующее лето Торвальд отплыл на своём корабле на восток, затем на север вдоль берега. Во время одной из высадки на берег Торвальд и его воины захватили и убили восьмерых скрелингов, но один из них успел спастись бегством. Вскоре корабль Торвальда был окружен множеством лодок скрелингов, которые обстреляв пришельцев из луков, отступили. Торвальд получил смертельную рану. Стрела скрелинга попала ему в левую подмышку. Команда похоронила Торвальда на одном из прибрежных мысов, который был назван Крестовый Мыс. Проведя зиму в Винланде, викинги вернулись в Гренландию, сообщив Лейфу Эйрикссону о произошедшем.
Согласно Саге об Эйрике Рыжем, Торвальд Эйрикссон принял участие в экспедиции исландского купца Торфинна Карлсефни в Северную Америку. Во время одной из стоянок на берегу скрелинг ранил Торвальда стрелой в низ живота. Вскоре Торвальд Эйрикссон умер от этой раны.